# Obstruktiva lungsjukdomar
Obstruktiva lungsjukdomar är en grupp sjukdomar som drabbar andningsorganen då luftflödet i luftvägarna förhindras. Tre exempel på obstruktiva lungsjukdomar är astma och KOL (Kroniskt Obstruktiv Lungsjukdom) samt kronisk bronkit. Ordet obstruktiv betyder tilltäppande/hindrande.